# The King’s Demons
A The King's Demons a Doctor Who sorozat 128. része, amit 1983. március 15.–e és március 16.-a között adtak négy epizódban. Itt adja hangját először Gerald Flood Kamileon-nak, a Doktor új útitársának.
A történet első része a sorozat 600.-ik része.

## Történet
1215-n János király Sir Ranulf kastélyában vendégeskedik és egy nézeteltérés miatt éppen ki lovagi csetepaté zajlik, mikor a Doktor és társai odaérkeznek. A király feltűnően érdeklődik a Doktor kék gépezete iránt. Közben megérkezik Sir Ranulf unokatestvére, Sir Geoffrey és nagyon elcsodálkozik a király láttán, hiszen nemrég hagyta ott őt Londonban, épp a Magna Charta aláírására készülődvén... A háttérben ismét megjelent egy régi ellenség.

## Epizódlista
| Epizódok sorszáma | Bemutató napja    | Hossza | Nézők száma (millió) |
| ----------------- | ----------------- | ------ | -------------------- |
| 1.                | 1983. március 15. | 24:48  | 5,8                  |
| 2.                | 1983. március 16. | 24:27  | 7,2                  |

## Könyvkiadás
A könyvváltozatát 1986. július 10.-n adta ki a Target könyvkiadó. Írta Terence Dudley.

## Otthoni kiadás
- VHS-n 1995 novemberében adták ki a következő The Five Doctors című résszel együtt.
- DVD-n 2010. június 14.-n a Planet of Fire című résszel együtt a "Kamelion Tales" című dobozban.

### Fordítás
- Ez a szócikk részben vagy egészben  a   The_King%27s_Demons című angol Wikipédia-szócikk fordításán alapul.  Az eredeti cikk szerkesztőit annak laptörténete sorolja fel. Ez a jelzés csupán a megfogalmazás eredetét és a szerzői jogokat jelzi, nem szolgál a cikkben szereplő információk forrásmegjelöléseként.